# Cathédrale du Sacré-Cœur de Pretoria
Pour les articles homonymes, voir Cathédrale du Sacré-Cœur.
La cathédrale du Sacré-Cœur de Pretoria,, ou plus simplement cathédrale catholique de Pretoria, est une cathédrale catholique située rue Bosman à Pretoria, en Afrique du Sud.
La cathédrale, construite en 1877 dans un style néo-gothique, accueille des offices de rite romain (ou rite latin). Elle est le siège de l'archidiocèse métropolitain de Pretoria, créé en 1951 par la bulle Suprema Nobis du pape Pie XII. Elle a le statut de cathédrale depuis 1948.